# Biston pteronyma
Biston pteronyma  är en fjärilsart som beskrevs av Louis Beethoven Prout 1938. Biston pteronyma  ingår i släktet Biston och familjen mätare, Geometridae. Inga underarter finns listade i Catalogue of Life.